# Muzyka teatralna
Muzyka teatralna – jeden z rodzajów muzyki. 
Komponowana specjalnie na potrzeby dzieła teatralnego, dla jego podkładu muzycznego. Zalicza się do niej m.in. muzykę dla baletu, opery, operetki i innych przedstawień o charakterze muzycznym na scenie teatralnej (rewia, music-hall, musical). Muzyka teatralna może być częścią teatru instrumentalnego, ale także dodatkiem do nie-muzycznych rodzajów teatru (dramat, pantomina). Do muzyki teatralnej zalicza się też muzyka antratowa. Muzyka teatralna może być wykonywana na żywo w trakcie przedstawienia, lub odgrywana mechanicznie z nagrania.